# Azərbaycan Kuboku 1996-1997
La Azərbaycan Kuboku 1996-1997 è stata la 6ª edizione della coppa nazionale azera, disputata tra il settembre 1996 (con gli incontri del primo turno) e il 28 maggio 1997 e conclusa con la vittoria del FK Kapaz Gandja, al suo primo titolo.

## Formula
La competizione si svolse ad eliminazione diretta e parteciparono le squadre delle due divisioni.
Tutti i turni si giocarono con andata e ritorno ad eccezione della finale.

## Quarti di finale
| Squadra 1        | Totale | Squadra 2       | Andata | Ritorno |
| ---------------- | ------ | --------------- | ------ | ------- |
| PFC Neftchi Baku | 3 - 3  | Garabag Agdam   | 3 - 2  | 0 - 1   |
| Khazar Sumgait   | 2 - 2  | FK Kapaz Gandja | 2 - 1  | 0 - 1   |
| Turan Tauz       | 0 - 1  | Farid Baku      | 0 - 0  | 0 - 1   |
| Baky Fehlesi     | 1 - 2  | Khazri Buzovna  | 1 - 0  | 0 - 2   |

## Semifinali
| Squadra 1     | Totale | Squadra 2       | Andata | Ritorno |
| ------------- | ------ | --------------- | ------ | ------- |
| Garabag Agdam | 1 - 3  | FK Kapaz Gandja | 1 - 0  | 0 - 3   |
| Farid Baku    | 0 - 1  | Khazri Buzovna  | 0 - 0  | 0 - 1   |

## Finale
La finale venne disputata il 28 maggio 1997 a Baku.
| Baku 28 maggio 1997                                  | FK Kapaz Gandja | 1 – 0 | Khazri Buzovna | Tofiq Bəhramov adına Respublika Stadionu (6.000 spett.) |
| \| \| \| \| \| Xaliq Mərdanov 44’ \| Marcatori \| \| |                 |       |                |                                                         |
|                                                      |                 |       |                |                                                         |
| Xaliq Mərdanov 44’                                   | Marcatori       |       |                |                                                         |